# Nepotilla tropicalis
Nepotilla tropicalis é uma espécie de gastrópode do gênero Nepotilla, pertencente a família Raphitomidae.